# Atargatis (mytologi)

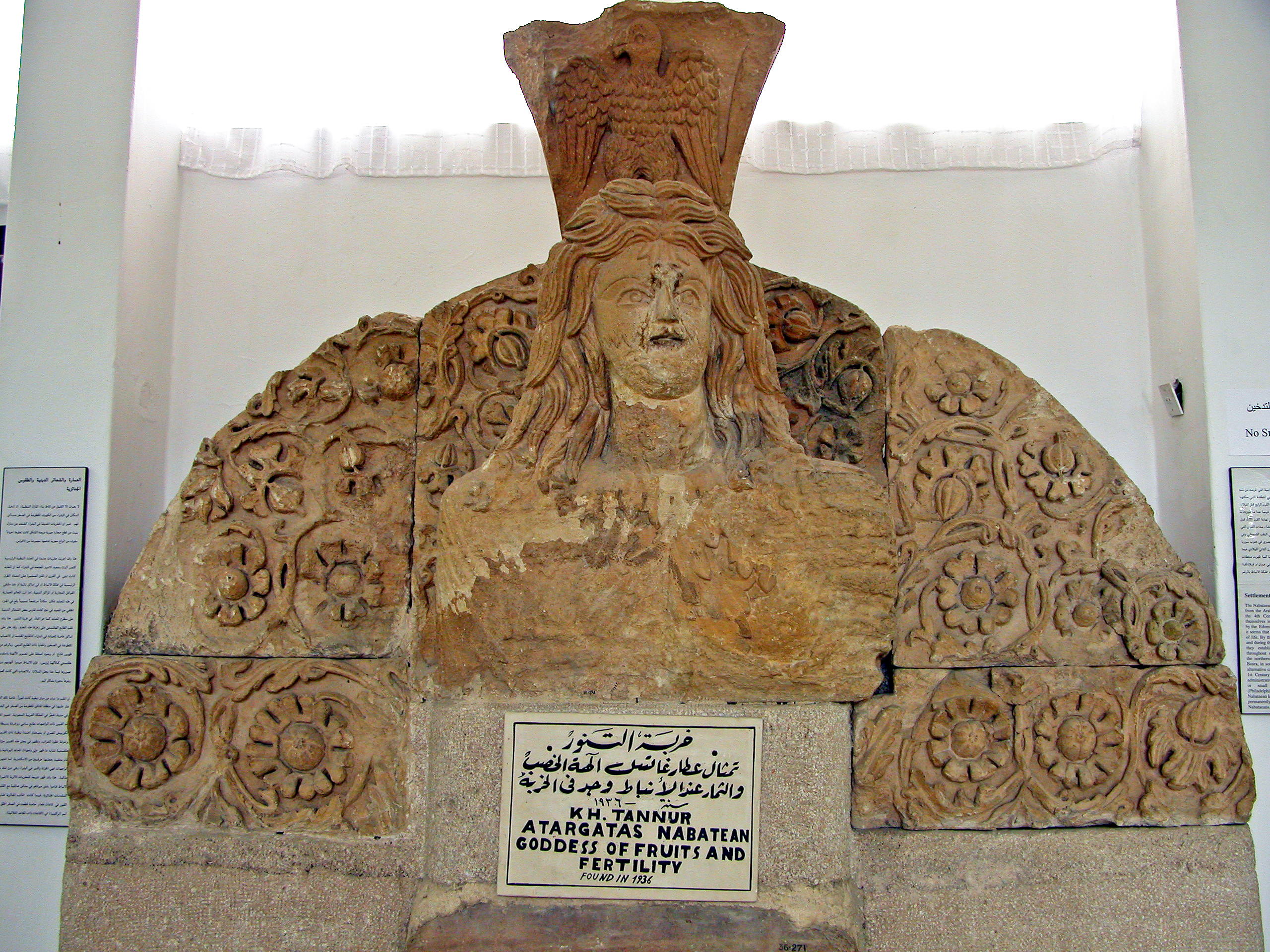
Atargatis, Nabatean, cirka 100 e.Kr, Jordan Archaeological Museum

Atargatis var en västsemitisk gudinna.  Hon var i huvudsak en fruktbarhetsgudinna, men dyrkades även som en välvillig gudomlig beskyddare. Dyrkan av henne var som starkast i norra Syrien, där hon tidvis tycks ha varit den högsta gudomen.

## Identifikation
De äldsta delarna av hennes tempel i Byblos uppfördes i mitten av 2000-talet f.Kr., då hon var känd under titeln Baalat Gebal. I Sanchuniathons teogoni, sådan den återberättas av Filon av Byblos och återges av Eusebios, förekommer en gestalt motsvarande Atargatis under namnet Baaltis. Atargatis förekommer inte i myterna från Ugarit, som däremot omnämner Ashera, Astarte och Anat.
Namnet Atargatis kan vara härlett ur en av Asheras titlar under bronsåldern, Atiratu Yammi, vilket i så fall skulle innebära att Atargatis utvecklats ur Ashera. I Baalbek är det möjligt att hon övertagit vad som under äldre tid varit Astartes tempel och mytologiska roll. Under den grekisk-romerska antiken hade Atargatis dock kommit att överskugga både Ashera och Astarte i betydelse, och av romarna gavs hon titeln Dea Syria, "den syriska gudinnan". I grekiska källor förekommer även namnformerna Derketo och Taratha, och i latinska texter förekommer namnformen Agatis. I sin bok Dea Syria skildrar Lukianos henne som guden Adonis älskarinna, en rollfördelning liknande Asheras kärleksaffär med Eshmun och Astartes kärleksaffär med Tammuz.

## Mytologi
Vanligtvis ansågs hon vara hustru till en av Baal-gestalterna, men huruvida denna var den välkände väderguden Baal Hadad (liknande den grekiske Zeus) eller den nordsyriske himmelsguden Baal Shamin (liknande den grekiske Uranos) är oklart, eller kan ha varierat mellan olika städer. I staden Tarsos och i ett tempel på Janiculum i Rom förknippades hon också med en son eller ung älskare vid namn Simios, av romarna identifierad med guden Mercurius. Bevarade myter förknippar henne med havet och fiskar, och i några av hennes tempelanläggningar fanns dammar med karpar som helgats åt Atargatis. En sådan karpdamm är bevarad i dagens Sanliurfa, på en plats som nu förknippas med profetgestalten Abraham. I Askalon ansågs Atargatis vara hustru till jordbruksguden Marnas.

## Dyrkan
Hennes främsta helgedom fanns i Hierapolis Bambyke utanför nuvarande Aleppo, men viktiga Atargatis-tempel förelåg även i Edessa, Askalon och den syro-feniciska staden Heliopolis (Baalbek).